# Hundare

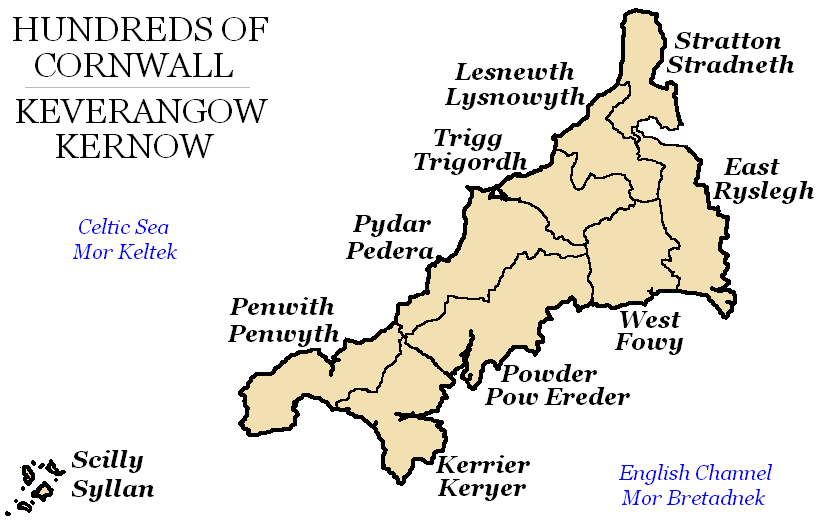
Cornwalls hundare i början av 1800-talet

Hundare är ett antal vikingatida och tidigmedeltida administrativa distrikt i Svealand, vilka har ett samband med ledungen, det vill säga ett slags allmän värnplikt som omfattade de bofasta bönderna i hundaret. Hundare fanns även i England, Wales, Delaware, New Jersey och Pennsylvania (hundreds). En osäker uppgift om hundare föreligger i Finland. De motsvaras i Götaland, Norge och Danmark av härad. Upplandslagen stadgade att "laga ledung" från ett hundare var fyra skepp.

## Svealand
Det råder delade meningar om den svealändska hundaresindelningens ålder och ursprung. Ett huvudproblem är att hundaresindelningen dyker upp i bevarade skriftliga källor först på 1100- och 1200-talen då den redan hade förlorat sin praktiska militära betydelse. En väl underbyggd teori utgår från det kända faktum att hundaret var indelat i åtta tolfter, vilket har antagits bero på att ett ledungsskepp (snäcka) hade tolv par åror. Ett hundare skulle alltså enligt denna teori ställa upp med 8 x 12 = 96 man, vartill kom fyra styrmän, totalt alltså 100 man. Under medeltiden övergår man till att kalla även hundaret för härad.
Hundaret hade en föregångare benämnd hund och det var inte alla hund som runt medeltidens begynnelse hann omformas till hundare innan systemet avskaffades. Sannolikt skulle varje hund ställa upp med 120 krigare och 4 skepp som ingick i ledungsflottan. Vid denna tid fanns det två ord i språket som kallades hundra, men som syftade på olika tal, varför det gamla ordet hundra kallades "stor-hundra" och betecknade 120 medan enbart "hundra" avsåg talet 100.

## England
I England skapades hundaresindelningen av saxarna mellan 613 och 1017, som en uppdelning av ett shire. Gränserna sammanföll dock inte med grevskaps- och församlingsindelningen. Ett hundare var i England den mark som räckte för att försörja 100 hushåll. I Danelagen i nordöstra England ersatte nordborna dem med wapentakes (ungefär härader), och i norra England användes i stället den motsvarande enheten ward. Hundarena fyllde en administrativ, juridisk och militär funktion, men upphörde gradvis att användas för det ändamålet, fram till 1800-talet. Dock har hundarena aldrig formellt avskaffats. De enda hundare som fortfarande fyller en funktion är Chiltern Hundreds, tre hundare i Buckinghamshire nordväst om London. Ledamöter av underhuset får tekniskt sett inte avgå, men får inte heller sitta i parlamentet om de får lön av kronan. Genom att tilldelas ämbetet Steward or Bailiff of Her Majesty's Three Chiltern Hundreds of Stoke, Desborough and Burnham in the county of Buckingham, som sedan 1600-talet endast är symboliskt avlönat av kronan, kan en parlamentsledamot som så önskar avgå.

## USA
Delaware, New Jersey och Pennsylvania delades in i hundare på 1600-talet, efter engelsk modell. De finns kvar i Delaware, men används numera endast för fastigheter.

## Finland
Bland arkeologer, historiker och språkforskare har förts en diskussion huruvida en hundaresindelning har förekommit i landskapet Satakunda (finska Satakunta) i västra Finland. Landskapets namn synes innehålla orden "sata" (=hundra) och "kunta" (=sammanslutning). Arkeologiskt sett anses en forntida hundaresindelning vara möjlig, men hypotesen är fortfarande obevisad. Satakunda rymde flera viktiga bygder under vikingatid, och kontakterna med Svealand var livliga.